# Regatul Greciei
Regatul Greciei (limba greacă: Βασίλειον τῆς Ἑλλάδος, Vasíleion tīs Elládos) a fost un stat înființat în urma prevederilor Convenției de la Londra din 1832 a Marilor Puteri – Regatul Unit al Marii Britanii și Irlandei, Monarhia din iulie Franceză și Imperiul Rus. Statul a fost recunoscut internațional prin tratatul de la Constantinopol, Imperiul Otoman aceptându-i independență totală. Regatul Greciei a fost urmașul Guvernului provizoriu grec al primei Republici Elene, stabilite în timpul războiului de independență al Geciei. Regatul a durat până în 1924, când a fost abolită pentru prima oară monarhia și a fost proclamată a doua Republică Elenă. Monarhia a fost restaurată în 1935, și a durat până în 1974, când, la sfârșitul perioadei de șapte ani de dictatură militară, a fost abolită monarhia pentru a doua oară și a fost proclamată a treia Republică Elenă.

## Casa de Wittelsbach
Grecii s-au ridicat la luptă împotriva Imperiului Otoman în 1821 și au continuat lupta până în 1829. Grecia a fost condusă de contele Ioannis Kapodistrias până în 1831, când contele a fost asasinat. Din 1831, Grecia s-a scufundat în luptele unui război civil. În acest moment, Marile Puteri au hotărât să transforme Grecia în regat. În timpul Conferinței de la Londra din 1832, Regatului Unit, Franța și Imperiu Rus au oferit tronul principelui bavarez de 17 ani Otto din casa regală de Wittelsbach. Otto era minor în momentul în care a ajuns în Grecia, și de aceea a fost instituit un consiliu de regență, care a condus țara în numele monarhului până în 1835. După această dată, Otto a început o perioadă de conducere absolutistă, principalii săi consilieri fiind conaționali bavarezi. În acele vremuri, chiar și monarhul se autointitula „consilier șef”.

## Revoluția de pe 3 septembrie
Din 1843, nemulțumirea populară față de Otto și „bavarocrația” sa ajunsese la un punct culminant, iar masele largi au făcut presiuni tot mai mari pentru proclamarea unei constituții liberale. Dacă la început Otto a refuzat să accepte o constituție care să-i reducă puterile absolute, după ce trupele germane au fost retrase din țară, grecii au pregătit o lovitură de stat. Pe 3 septembrie 1843, infanteria condusă de Ioannis Makriyannis s-a adunat în piața palatului din Atena. Rebelii au refuzat să se întoarcă în cazărmi până când regele nu accepta promulgarea constituției. Această lege fundamentală prevedea ca în cabinetul de miniștri să fie acceptați numai greci, ca în țară să se organizeze alegeri pentru un Parlament și ca Otto să mulțumească personal liderilor rebeliunii. Otto a cedat presiunii mulțimii și a acceptat toate cererile.

## Casa de Oldenburg-Glücksburg
După ce regele Otto a fost detronat în 1862, a fost ales în fruntea țării prințul de 17 ani Christian Wilhelm al Danemarcei, care urma să fie monarh constituțional. El a domnit 50 de ani, iar perioada în care s-a aflat în fruntea țării este amintită pentru extinderea granițelor țării, progresul economic și pentru consacrarea principiului conform căruia guvernul trebuie condus de liderul partidului care a cucerit cele mai multe voturi în alegeri, nu de politicianul preferat de rege. Regele George I a fost un personaj activ din punct de vedere politic. El a fost asasinat în 1913 în Thessaloniki, care fusese anexat recent de Grecia ca rezultat al victoriei în primul război balcanic.
Pe tronul Greciei a urmat regele Constantin I, care se remarcase în luptele pentru extinderea teritoriului național. El fusese educat în Imperiul German și era căsătorit cu Sofia, fiica Kaiserului. Constantin a fost considerat un personaj progerman, spre deosebire de Eleftherios Venizelos, care era un sprijinitor al colaborării cu Tripla Înțelegere. Regele a încercat să păstreze țara în afara conflictului mondial. Puterile Antantei l-au sprijinit pe Venizelos și, după o perioadă tulbure cunoscută ca Schisma națională, în timpul căreia au funcționat două guverne, unul la Atena, altul la Salonic, Grecia s-a alăturat în cele din urmă Aliaților. Regele Constantin I a fost forțat să abdice în 1917 în favoarea fiului său, Alexandru. Pentru contribuția sa la victoria aliată, Grecia a primit teritorii în Asia Mică, care aparținuseră până atunci Imperiului Otoman, inclusiv Smirna. Regele Alexandru a murit în 1920, pe tron reîntorcându-se tatăl său, Constantin. După înfrângerea din războiul greco-turc, regele Constantin a fost obligat să abdice pentru a doua oară și a murit în exil în Sicilia.
Regele Constantin a fost urmat de fiul să cel mare, George al II-lea. El a părăsit țara în 1924 după proclamarea celei de-a doua Republici Elene. În 1935, după o lovitură de stat condusă de generalul Georgios Kondylis, republica a fost abolită. Restaurarea monarhiei a fost aprobată prin plebiscitul din 1935.
Regele George al II-lea s-a reîntors în țară, unde a susținut în continuare regimul dictatorial al lui Metaxas. În timpul invaziei germane a Greciei din 1941, regele a fugit cu guvernul în Egipt. El s-a reîntors în țară în 1946, și a domnit până la moartea sa din 1947.
Pe tronul Greciei s-a urcat ultimul său frate, regele Paul, care a domnit din 1947 până la moartea sa din 1964. Fiul lui, Constantin al II-lea a domnit până când a fost alungat de la putere și exilat în decembrie 1967 de junta militară. Junta a organizat și a supervizat cu mare atenție plebiscitul din 1973, care a dus la abolirea monarhiei. Georgios Papadopoulos a devenit noul președinte al Greciei pe 1 iunie 1973.
Regimul dictatorial militar s-a încheiat efectiv în anul următor, dar regele Constantin al II-lea nu s-a mai reîntors pe tron. Problema restaurării monarhiei a fost rezolvată printr-un al treilea plebiscit din decembrie 1974, în cadrul căruia peste 69% dintre greci au votat pentru abolirea definitivă a monarhiei. 

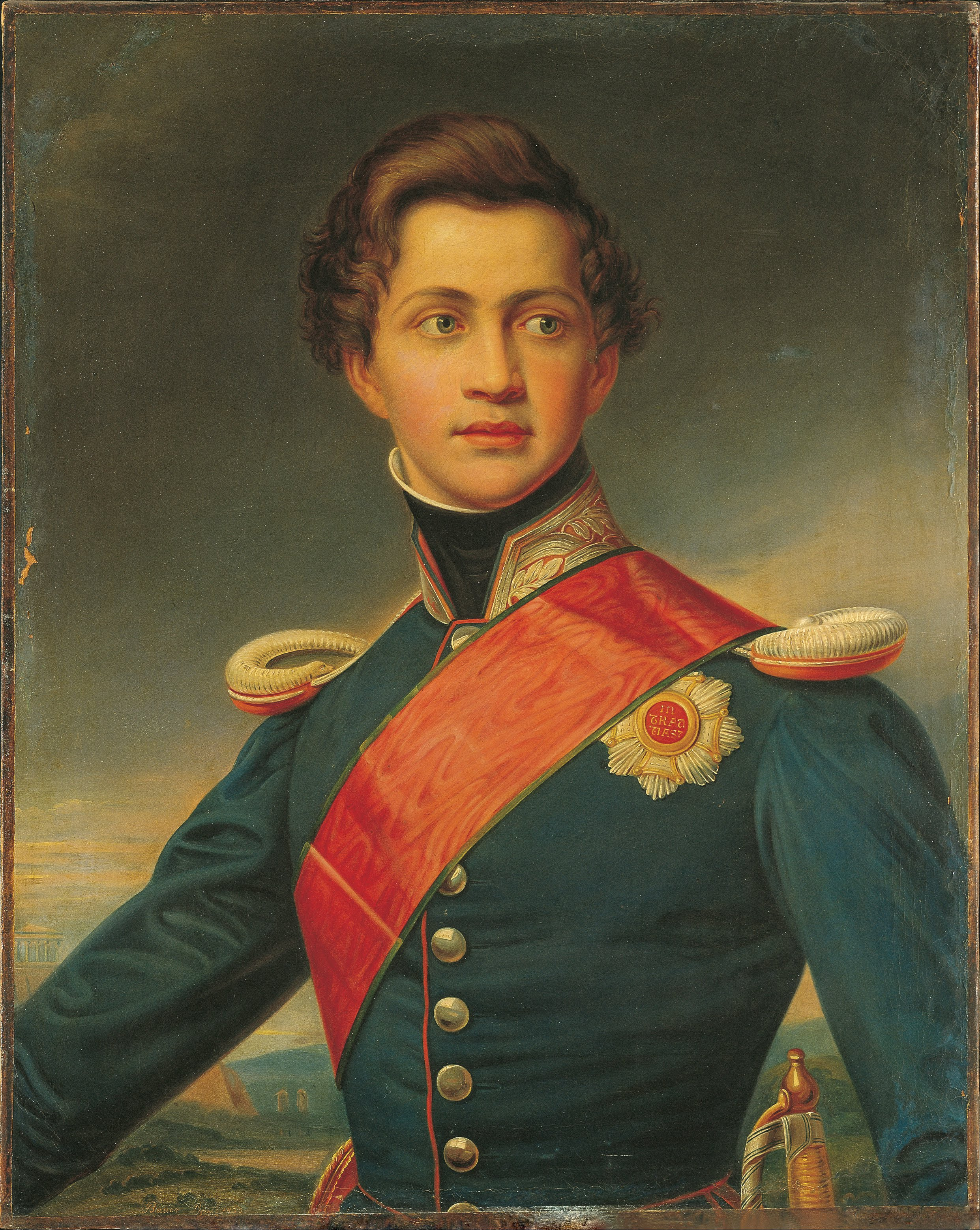
Otto, primul rege al Greciei moderne
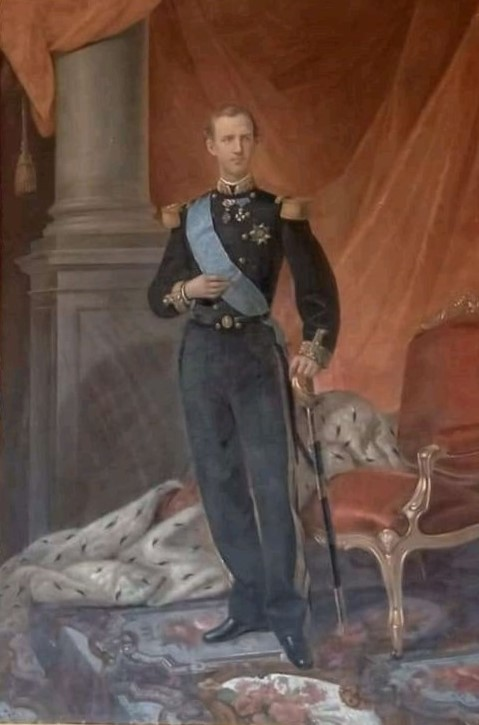
Regele George I